# Sundamys
Ictidomys es un género de roedores de la familia Muridae. Son endémicas de Sondalandia y de la región de Palawan (Filipinas).

## Especies
Se reconocen las siguientes especies:
- Sundamys annandalei (Bonhote, 1903)
- Sundamys infraluteus (Thomas, 1888)
- Sundamys maxi (Sody, 1932)
- Sundamys muelleri (Jentink, 1879)